# Prix Saint-Simon
Il Prix Saint-Simon è stato istituito nel 1975 nel contesto della celebrazione del tricentenario della nascita del memorialista Louis de Rouvroy, duca di Saint-Simon (1675-1755), per iniziativa della municipalità di La Ferté-Vidame, del Consiglio Generale d'Eure-et-Loir e dell'Association des amis de La Ferté-Vidame.
Dotato di 5000 euro, il premio viene assegnato ogni anno a un libro di memorie (ricordi, diario, storia autobiografica o testimonianza).

## Albo d'Oro
- 2021: Souleymane Bachir Diagne, Le fagot de ma mémoire, (Éditions Philippe Rey).[1]
- 2020: Non assegnato
- 2019: Denis Grozdanovitch, Dandys et excentriques, les vertiges de la singularité, (Grasset).[2]
- 2018: Claude Martin, La diplomatie n'est pas un dîner de gala (L'Aube)
- 2017: Julia Kristeva, Je me voyage: Interviste con Samuel Dock (Fayard) (La vita, altrove: autobiografia come un viaggio: conversazione con Samuel Dock, traduzione di Elisa Donzelli Roma 2017)[3]
- 2016: Jean d'Ormesson, Je dirai malgré tout que cette vie fut belle (Gallimard)
- 2015: Salah Stétié, L'Extravagance (Robert-Laffont)
- 2014: Daniel Rondeau, Vingt ans et plus (Flammarion)
- 2013: Bernard Esambert, Une vie d'influence - dans les coulisses de la V République (Flammarion)
- 2012: Anne Wiazemsky, Une année studieuse (Gallimard)
- 2011: Marc Ferro, Mes histoires parallèles: Interviste con Isabelle Veyrat-Masson (Carnets Nord)
- 2010: Bernard-Henri Lévy, Pièces d'identité (Grasset)
- 2009: Claude Lanzmann, Le Lièvre de Patagonie (Gallimard)
- 2008: Philippe Sollers, Un vrai roman: Mémoires (Plon)
- 2007: Jean-Paul Kauffmann, La Maison du retour (NiL)
- 2005: Alain Decaux, Tous les personnages sont vrais (Perrin)
- 2004: Philippe de Gaulle, De Gaulle, mon père: Interviste con Michel Tauriac (Plon)
- 2003: Benedetta Craveri, L’Âge de la conversation (Gallimard)[4]
- 2002: Jean Piat, Je vous aime bien, Monsieur Guitry! (Plon)
- 2001: Jean Dutourd, Jeannot, mémoires d'un enfant (Plon)
- 2000: Véronique Vasseur, Médecin-chef à la prison de la santé (Le Cherche midi)
- 1999: Aude Yung-de Prévaux, Un amour dans la tempête de l'histoire – Jacques et Lotka de Prévaux (Kiron – Éditions du Félin)
- 1998: Maurice Druon, Circonstances
- 1997:
  - Jean-François Deniau, L'Atlantique est mon désert
  - Simone Valère e Jean Desailly, Un destin pour deux
- 1996: Hélie Denoix de Saint Marc, Les Champs de braises
- 1995: Georges Suffert, Mémoires d'un ours
- 1994: Jean Marin, Petit bois pour un grand feu
- 1993: José Luis de Vilallonga, Le Gentilhomme européen
- 1992: Christiane Desroches-Noblecourt, La Grande Nubiade
- 1991: Léo Hamon, Vivre ses choix
- 1990: Alain Malraux, Les Marronniers de Boulogne: Malraux mon Père
- 1989: Père Bernard Alexandre, Le Horsain
- 1988: Michel Debré, Trois Républiques pour une France
- 1987: Alain Bosquet, Lettre à mon Père qui aurait eu 100 ans
- 1986: Henri Verneuil, Mayrig
- 1985: Pierre Dux, Vive le théâtre
- 1984: Jean Mistler, Le Jeune Homme qui rôde
- 1983: Jeanne Castille, Moi, Jeanne Castille de Louisiane
- 1982: 
  - Élisabeth de Miribel, La liberté souffre violence
  - Sonia Vagliano-Eloy, Les Demoiselles De Gaulle
- 1981: Philippe Soupault, Mémoires de l'oubli
- 1980: 
  - Charles Le Quintrec, Des matins dans les ronces
  - René Barjavel, La Charrette bleue
- 1979: Albert Simonin, Confession d'un enfant de La Chapelle
- 1978: Marcel Haedrich, Une enfance alsacienne
- 1977: Suzanne Lilar, Une enfance gantoise
- 1976: Claude Roy, Somme toute
- 1975: Pierre de Cossé-Brissac, En d'autres temps